# Президентские выборы в Сальвадоре (1982)
 Президентские выборы 1982 года в Сальвадоре — непрямые президентские выборы, состоявшиеся в Сальвадоре 29 апреля 1982 года в условиях гражданской войны. Ознаменовали начало перехода от периода военно-политического конфликта между различными политическими силами страны к конституционному правлению. Результатом выборов стало избрание временного президента республики.

## История и значение
Главной задачей президентских выборов 1982 года было избрание временного президента страны на период подготовки новой Конституции и перехода к конституционному правлению. Они последовали за прошедшими в условиях гражданской войны выборами 28 марта в Конституционную ассамблею Сальвадора, на которых победу одержал блок правых партий во главе с майором Роберто д’Обюссоном. Однако серьёзное политическое давление, в том числе позиция сальвадорской армии и правительства США, лишили д’Обюссона возможности баллотироваться на пост главы государства. Ассамблее предстояло выбирать из трёх кандидатов, одобренных командованием вооружённых сил. В этих условиях от победившего Националистического республиканского альянса в президенты был выдвинут другой, менее известный его лидер Уго Сесар Баррера Герреро. Оппозиция выдвинула одобренную армией нейтральную фигуру финансиста Альваро Маганьи, которая и получила поддержку депутатов, собрав вдвое больше голосов, чем Баррера. Из 7 воздержавшихся четверо представляли Партию национального примирения, двое Националистический республиканский альянс и один — Сальвадорскую народную партию. После второго поражения майор д’Обюссон обвинил главнокомандующего армией полковника Хайме Абдула Гутьерреса в том, что тот навязал Ассамблее своё личное решение сделать Маганью президентом, несмотря на решительное «нет» победившего Националистического республиканского альянса. Но эти протесты не имели результата, и 2 мая Альваро Маганья принёс президентскую присягу. Ему удалось обеспечить принятие новой Конституции и провести президентские выборы, однако гражданская война в стране продолжалась и после завершения перехода к конституционному правлению.

## Результаты
| \| \| \| | 56 % |
|          |      |

|  |  |

| \| \| \| | 28 % |
|          |      |

|  |  |